# Onycodes traumataria
Onycodes traumataria is een vlinder uit de familie spanners (Geometridae). De wetenschappelijke naam van deze soort is voor het eerst geldig gepubliceerd in 1858 door Guenée.
De soort komt voor in tropisch Afrika.